# ISO 3166-2:LR

Countys von Liberia

Die Liste der ISO-3166-2-Codes für  Liberia enthält die Codes für die 15 Regionen (Countys).

Die Codes bestehen aus zwei Teilen, die durch einen Bindestrich voneinander getrennt sind. Der erste Teil gibt den Landescode gemäß ISO 3166-1 (für  Liberia LR), der zweite den Code für die Region wieder.
Die aktuellen Codes stehen auf der Seite der ISO unter #iso:code:3166:LR zur Verfügung.

| County           | Code  |
| ---------------- | ----- |
| Bomi             | LR-BM |
| Bong             | LR-BG |
| Gbarpolu         | LR-GP |
| Grand Cape Mount | LR-CM |
| Grand Bassa      | LR-GB |
| Grand Gedeh      | LR-GG |
| Grand Kru        | LR-GK |
| Lofa             | LR-LO |
| Margibi          | LR-MG |
| Maryland         | LR-MY |
| Montserrado      | LR-MO |
| Nimba            | LR-NI |
| River Cess       | LR-RI |
| River Gee        | LR-RG |
| Sinoe            | LR-SI |